# Bursztyn (gmina)
Bursztyn – dawna gmina wiejska w powiecie rohatyńskim województwa stanisławowskiego II Rzeczypospolitej. Siedzibą gminy było miasto Bursztyn, które stanowiło odrębną gminę miejską.
Gminę utworzono 1 sierpnia 1934 r. w ramach reformy na podstawie ustawy scaleniowej z dotychczasowych gmin wiejskich: Demianów, Jezierzany, Korostowice, Kuropatniki, Ludwikówka, Martynów Stary, Ruzdwiany, Sarnki Dolne, Sarnki Średnie, Stasiowa Wola, Martynów Nowy (część), Bouszów (część) i Niemszyn (część).
Po II wojnie światowej obszar gminy znalazł się w ZSRR.